# Volo Varig 837
ll volo Varig 837 era un volo di linea della Varig tra l'aeroporto di Fiumicino e l'aeroporto di Rio de Janeiro con scalo intermedio a Monrovia.
Il 5 marzo 1967 il Douglas DC-8 che operava il volo a causa di errore del pilota precipita durante l'avvicinamento all'aeroporto liberiano di Monrovia. Nello schianto periscono cinquanta passeggeri, il tecnico di volo e cinque persone a terra.
Il disastro del volo 837 è il peggiore mai avvenuto in territorio liberiano.

## L'aereo
Il velivolo coinvolto nell'incidente era un Douglas DC-8-30 con numero di registrazione PP-PEA e L/N 5 costruito nel 1961 presso lo stabilimento di Long Beach. Venne consegnato nel giugno 1961 alla Pan Am per poi passare nel settembre dell'anno successivo alla Panair do Brasil. Nel luglio 1965, in seguito al fallimento della Panair, l'aereo passò alla Varig.

## L'incidente
Tutti gli orari sono espressi in UTC.
Il Douglas decollò da Fiumicino alle 21:08 e proseguì la crociera verso Monrovia senza che fosse registrato alcun problema tecnico.
I piloti iniziarono un avvicinamento di tipo strumentale per la pista 04 ma alle 2:56 il DC-8 toccò il suolo 1.8 km prima dell'aeroporto distruggendo due abitazioni e danneggiandone altrettante.
Nell'impatto morirono cinquanta passeggeri dei settantuno a bordo mentre dell'equipaggio, formato da diciannove persone, l'unica vittima fu l'ingegnere di volo. A terra persero la vita cinque persone.

## Le indagini
Per appurare le cause dell'incidente venne nominata una commissione di inchiesta presieduta dal Dipartimento del Commercio e dell'Industria della Repubblica liberiana.
Entrambi i piloti sopravvissero fortunosamente all'incidente e quindi fu possibile ricostruire con particolare dettaglio la catena di eventi precedenti al disastro dal momento che il Flight Data Recorder per un intervento di manutenzione errato non aveva registrato alcun parametro di volo.
Il velivolo si trovava in perfette condizioni e le condizioni meteo, seppur non molto favorevoli, non erano tali da pregiudicare un avvicinamento sicuro. Durante l'ultima fase dell'avvicinamento il pilota non utilizzò il distance measuring equipment (DME) malgrado avesse annunciato di voler eseguire un avvicinamento di tipo strumentale. Ad una quota di 304 metri l'aereo entrò all'interno di una formazione di nuvole che fece perdere il contatto visivo del pilota con la pista di atterraggio. Allo stesso momento il velivolo si trovava 100 metri al di sopra della quota prevista. Per ovviare a questo problema, invece di eseguire una procedura di mancato avvicinamento, il Comandante decise di scendere rapidamente di quota impostando un rateo di discesa di circa 365 metri/minuto contravvenendo alle disposizioni di compagnia che indicavano un massimo di 304 metri/minuto al di sotto dei 610 metri di altitudine. Non valutando correttamente il momento in cui arrestare la discesa il DC-8 impattò al suolo scivolando per oltre 260 metri.